# Дубельт, Анна Николаевна
Анна Николаевна Дубельт (урождённая Перская, 1800 — февраль 1853) — российская помещица из дворянского рода Перских. Супруга жандармского генерала Леонтия Дубельта, сыгравшая в его жизни значительную роль. Мать генералов Николая и Михаила Дубельтов, увлёкшая их в детстве рассказами о геройстве и приключениях. Именно её доходы позволяли безбедно существовать в Петербурге и супругу и сыновьям. Автор множества писем своему супругу, являющихся ценным материалом для исследователей. Переводчица с английского языка на русский, сотрудничавшая с журналом «Библиотека для чтения». Одна из первых переводчиц на русский язык произведений Вашингтона Ирвинга. Переведённый ею роман профессора Оксфордского университета Э. Нериса «Думаю я сам про себя» («англ. Thinks-I-to-Myself») был опубликован в Санкт-Петербурге отдельным изданием в двух книгах (1833—1834).

## Биография
Родилась в 1800 году (или 30 декабря 1799 года) в семье Николая Афанасьевича и Елизаветы Семёновны, принадлежавшей к старому дворянскому роду Перских. «Фамилии Перских многое Российскому престолу служили разные дворянские службы и жалованы были от Государя поместьями. Все сие доказывается жалованными на поместья грамотами, означенным в присланное из Тверского дворянского собрания родословной книге и справками с отказных книг».
Семейство Перских долгое время проживало в Киеве, было хорошо знакомо с семейством Раевских. Анна Николаевна была близкой подругой Екатерины Раевской. Предполагается, что именно у Раевских Аннинька Перская познакомилась с «бесценным другом Лёвочкой» (Леонтием Васильевичем Дубельтом), ставшим, по словам С. Г. Волконского, своим человеком для Раевских после назначения на должность дежурного штаб-офицера в корпус под командованием генерала Н. Н. Раевского. В 1818 году Анна Перская и Леонтий Дубельт поженились. В октябре 1819 года в их семье появился первый сын — Николай, в 1822 году — второй — Михаил.
С мая 1822 года по 1828 год Леонтий Васильевич командовал Старо-Оскольским полком (располагавшимся в Киеве). После состоявшейся в 1828 году отставки «по домашним обстоятельствам», семья Дубельтов переехала в полученное Анной Николаевной в качестве приданого тверское семейное имение Перских Рыскино. Оказавшаяся предприимчивой деловой женщиной, Анна Николаевна занялась хозяйством. Прикупив у соседей-помещиков близлежащие земли, развила имение к получению постоянного дохода. Этот доход позволил ей купить в Петербурге дом в подарок для постоянно находившегося там с 1830 года супруга, а также оказывать ему постоянную материальную поддержку.
Писала много писем мужу. Хорошо зная английский язык, помимо хозяйственной деятельности занималась переводами с иностранных языков. Была одной из первых переводчиц на русский язык произведений Вашингтона Ирвинга. В 1835 году был опубликован переведённый ею на русский язык английский роман. Увлекала детей чтением вслух рассказов о геройстве и приключениях.
В 1842 году Анне Николаевне досталось наследство: деревня Медведково и село Петрищево Богородского уезда Московской губернии. В этом же году она купила имение Власово в Петергофском уезде Санкт-Петербургской губернии за 230 тысяч рублей в ассигнациях. Впоследствии имение Власово было подарено ею сыну Николаю на тридцатилетие, из опасения того, что, если оно достанется в наследство Михаилу, то может быть проиграно им в карты.
Последнее письмо мужу Анна Николаевна отправила 6 февраля 1853 года. В нём она написала, что по болезни вряд ли сможет посетить свадьбу сына. В том же месяце она умерла. Её похоронили на Смоленском православном кладбище Петербурга.

## Семья
- Отец — Николай Афанасьевич Перский (1760—1832) — был служащим одного из гражданских ведомств[2]. Коллежский советник[9].
- Мать — Елизавета Семёновна Перская (урождённая Мордвинова) — представительница одного из древнейших русских родов Мордвиновых[2].
  - Брат матери — Николай Семёнович Мордвинов (1792—1869) — адмирал, член Государственного Совета, член Российской Академии Наук, председатель Вольного экономического общества[2].
- Муж — Леонтий Васильевич Дубельт[2].
  - Сын — Николай Леонтьевич Дубельт (1819—1874)[2] — военный. Генерал-майор (с 1856). С 1869 года в отставке по болезни. Был женат на Александре Ивановне Базилевской. Детей не было[10]. После смерти матери унаследовал её тверское имение[2]. По состоянию на 1869 год владел 8207 десятинами земли, на которых были поселены 1252 крестьянина, в Псковской, Санкт-Петербургской, Тверской и Тульской губерниях. Похоронен рядом с родителями на Смоленском кладбище Петербурга[10].
  - Сын — Михаил Леонтьевич Дубельт (1822—1900) — военный[10]. После смерти матери унаследовал её московское имение[2]. Умер в Петербурге, похоронен в Александро-Невской лавре на Никольском кладбище[10].
    - Жена сына — Наталья — дочь Александра Сергеевича Пушкина[10].
      - Внучка — Наталья (1854—1926). Воспитывалась с братом в семье Ланских. Потом уехала к матери в Висбаден. В 1881 году вышла замуж за полковника Арнольда фон Бесселя (1826—1887). Их сын попал в плен к французам, где и погиб в 1945 году[10].
      - Внук — Леонтий (1855—1894). Воспитывался со старшей сестрой в семье Ланских. Учился в Пажеском корпусе, был отчислен из-за несчастного случая. С отличием окончил Морской корпус. Супруга — княжна Агриппина Оболенская. Детей не было[10].
      - Внучка — Анна (1861—1919). Воспитывалась у жены брата отца Александры Ивановны Дубельт и её сестры Елизаветы Ивановны Суворовой[10]. Внутрисемейное имя — Нина. Была замужем за служащим Министерства внутренних дел А. П. Кондыревым (ум. в 1900). Трое детей: Павел (1892—1919), Наталья (1894—1903), Александр (1897—1915)[11].

## Личная жизнь
Познакомившись с Леонтием Васильевичем Дубельтом, в 1818 году вышла за него замуж, родила ему двух сыновей: Николая (1819) и Михаила (1822). Сыграла немаловажную роль в жизни горячо любившего её супруга. Тяготилась жизнью в светском обществе, поэтому большую часть жизни проводила в своём тверском имении. Получаемый ею доход позволял безбедно жить в Петербурге и супругу и сыновьям.

## Письма супругу
В 1833—1853 годах Анна Николаевна отправила много писем своему супругу, своему «бесценному другу Лёвочке», как она его в них называла. В 1833—1848 годах писем было мало, поскольку в эти годы супруги подолгу жили вместе в Петербурге. Н. Я. Эйдельман полагал, что часть писем периода 1835—1849 годов затерялась. Основная часть сохранившихся писем была написана в 1849—1853 годах, когда Анна Николаевна практически постоянно жила в своем тверском имении Рыскино.
Письма Анны Николаевны были проданы из семейного архива родственниками её внучки Анны Михайловны Кондыревой (урождённой Дубельт) литературоведу Н. О. Лернеру. В письме к В. Д. Бонч-Бруевичу от 10 октября 1933 года Лернер так охарактеризовал попавшую к нему семейную переписку Дубельтов: «Это такая жандармско-помещичья хроника, что для беллетриста и историка просто клад». Лернер планировал опубликовать эти письма в издававшемся В. Д. Бонч-Бруевичем сборнике «Звенья», но одновременно размышлял над продажей их оригиналов Литературному музею, предлагавшему за них 1500 рублей.
Внезапная смерть Лернера 8 октября 1934 года помешала его планам. Письма были выкуплены Литературным музеем и хранились в нём. В музей тогда поступило 160 писем на 286 листах. В 1951 году, при ликвидации рукописного отдела Литературного музея, письма были переданы в Центральный государственный архив Октябрьской революции, где были пересчитаны как 124 письма на 286 листах. В 1980 году была опубликована книга Н. Я. Эйдельмана «Твой девятнадцатый век», одна из глав которой (Рассказ пятый «Ты смирен и скромен») посвящена исследованию писем Анны Николаевны.
По состоянию на 2001 год письма хранились в Центральном архиве Российской Федерации (правопреемнике ЦГАОР) в личном фонде Леонтия Васильевича Дубельта в количестве 106 штук. В 2001 году тексты этих 106 писем были опубликованы в XI томе альманаха «Российский Архив: История Отечества в свидетельствах и документах XVIII—XX вв». При публикации были сохранены подчёркивания, орфография середины XIX века, стилистические и языковые особенности автора, но была произведена замена вышедших из употребления букв и буквосочетаний на современные, приписки были выделены курсивом. В своих письмах Анна Николаевна много внимания уделяет хозяйственным хлопотам и заботе о крестьянах, рассуждает о своих детях, а в последние годы часто пишет о продлении рода и желании иметь внуков.
Исследователи предполагают (по содержанию писем), что эти 106 писем — лишь часть писем, написанных Анной Николаевной Леонтию Васильевичу. Эти письма представляют большую ценность для исследователей, поскольку изложенные в них обстоятельные ответы на вопросы позволяют предположить содержание ответных писем, получаемых Анной Николаевной от Леонтия Васильевича, а сами эти ответные письма практически не сохранились, лишь некоторые из них были опубликованы в ноябрьском выпуске журнала «Русская старина» за 1888 год племянником Леонтия Васильевича — Евгением Ивановичем Дубельтом.

## Переводческая деятельность
После революции 1789 года английский язык стал постепенно входить в моду в России. К 1820-м годам усилилось влияние английской литературы, и, соответственно, возрос интерес к английскому языку. К 1830-м годам умение читать английскую литературу в оригинале стало уже своеобразным признаком литературной образованности, а не только показателем хорошего вкуса.
Ещё в детстве Анна Николаевна увлеклась английским языком, когда частенько проживала в доме своего дяди Н. С. Мордвинова, бывшего известным в Петербурге англоманом, который, как считалось, «говорил и жил совершенно по-английски». Сёстры Раевские, бывшие близкими подругами Анны, тоже в совершенстве владели английским языком, а старшая из них, Екатерина, обучала этому языку Александра Пушкина.
Переехав в Рыскино, Анна Николаевна собрала в своей усадьбе хорошую библиотеку, наполнив её выписанными из Петербурга книгами. Долгими зимними вечерами занималась она переводом английских романов-путешествий. Переводы отсылались в журнал «Библиотека для чтения», первый издатель которого, А. Ф. Смирдин, приходился Леонтию Дубельту близким другом. В этом журнале выполненные Анной Николаевной переводы публиковались в самом начале его существования под псевдонимами «Анна Ситникова» или «А.С.».
В 1833 году Анна Николаевна приступила к переводу романа профессора Оксфордского университета Э. Нериса «Думаю я сам про себя» («англ. Thinks-I-to-Myself»). Первое издание романа было опубликовано Нерисом в 1811 году в Лондоне и Оксфорде под заголовком «I says, says I», а словосочетание «Thinks I to Myself» служило тогда в качестве псевдонима. В период с 1811 по 1876 годы роман был издан около 30 раз: в 1812 году его издали в Филадельфии, Бостоне и Нью-Йорке, в 1827 и 1828 годах его издали на немецком языке в Берлине и Вене, а в 1833—1834 году посредством «Анны Ситниковой» осуществилось издание на русском языке в Петербурге.
В своём предисловии к российскому изданию романа Анна пишет: «Пороки большого света везде одинаковы; осмеивая оные с автором в Англии, мы встретим здесь весьма много знакомых лиц, и нередко забудемся до того, что вместе с ним подумаем про себя: „да это точно как у нас, в России“». Реалистичная манера романа сходна с произведениями Т. Пикока и Д. Остен. Основной сюжетной линией являются размышления героя о том, «почему люди говорят совсем не то, что думают, особенно при общении в свете?», посещающие его на протяжении всей жизни от ранних детских лет до преклонных годов. Шутливые остроумные отступления и замечания, которыми наполнен роман, являлись актуальными и в конце двадцатого века.
Помимо переводов литературы из Англии, Анна Николаевна переводила и американскую прозу. В 1835 году в «Библиотеке для чтения» была опубликована статья, в которой она анализировала литературную деятельность В. Ирвинга. Сотрудничала с газетой «Северная пчела». В 1840-х годах практически не публиковалась, переключившись на семейные и хозяйственные хлопоты.

## Основные публикации
- D'Anne Sitnikoff. Reflexions suggérées à une Russe, par un article de la Revue Encyclopédique du mois d'avril, 1829 :  [фр.]. — СПб. : Тип. вдовы Плюшар, 1831. — 32 с.
- Э. Нерис[англ.]. Думаю я сам про себя. Роман. Часть I :  [рус.] / Пер. с англ. [и предисл.] Анны Ситниковой. — СПб. : Тип. Н. Греча, 1833. — [2], IV, 224 с.
- Э. Нерис. Думаю я сам про себя. Роман. Часть II :  [рус.] / Пер. с англ. [и предисл.] Анны Ситниковой. — СПб. : Тип. Н. Греча, 1834. — [2], 173 с.
- Анна Ситникова. Любимыя собаки : Анекдотъ // Библиотека для чтения. — 1834. — Т. IV. — Отд. II. — С. 67—72.
- А. С. О том, как англичане учили африканский народ булламов брать взятки // Библиотека для чтения. — 1834. — Т. V. — Отд. VII. — С. 15—21.
- Анна Ситникова. Два мужа // Библиотека для чтения. — 1834. — Т. VI. — Отд. II. — С. 1—26.
- Митфорд М. Р. Честные люди : Очерки характеров провинциального города / пер. с англ. Анны Ситниковой // Библиотека для чтения. — 1834. — Т. VII. — Отд. II. — С. 55—72.
- Анна Ситникова. Сказаніе о поединкѣ между Бобомъ Боркомъ и прапорщикомъ 48-го пѣхотнаго полка, Теди Бреди / Изъ Blackwood's Magazine // Библиотека для чтения. — 1835. — Т. IX. — Отд. II. — С. 120—151.
- А. Ситникова. Письма Виктора Жакмона // Библиотека для чтения. — 1836. — Т. XV. — Отд. VII. — С. 72—94.

## Критика
Авторы рецензии, опубликованной в девятом (майском) номере журнала «Московский телеграф» за 1831 год, благодарили Анну Ситникову за удачное исполнение доброго намерения оправдать своих сограждан от некоторых нареканий иностранцев, но сочли себя обязанными сделать несколько замечаний. Помимо прочего, было отмечено наличие непростительных, по мнению авторов рецензии, для русской, ошибок, сделанных в сочинении, призванном выявить ошибки в сочинениях иностранцев. Также рецензентами был выделен переведённый с французского и оставленный для самостоятельного обдумывания читателями вывод сочинительницы о том, что среди чужеземцев много литераторов ввиду их (иноземцев) общей праздности, а среди русских литераторов мало, ввиду всеобщей занятости и отсутствия времени на подобное бесчестное занятие.